# Campylaspis sticta
Campylaspis sticta är en kräftdjursart som beskrevs av Jones 1974. Campylaspis sticta ingår i släktet Campylaspis och familjen Nannastacidae. Inga underarter finns listade i Catalogue of Life.